# Henry Wallin (konstnär)
Karl Gunnar Henry Wallin, född 5 juli 1928 i Films församling, död 5 mars 2021 i Stockholm, var en svensk målare, tecknare, skulptör, grafiker och spelman.
Han var son till smeden Karl Albin Magnus Wallin och Gerda Matilda Josefina Valborg och från 1961 gift med Edith Birgitta Blom. Wallin studerade konst vid Otte Skölds målarskola 1951 och vid Kungliga konsthögskolan 1952–1957 samt under studieresor till bland annat Kassel, Nederländerna, Frankrike och Italien. Han tilldelades 1963 Uppsala föreningen Pro Artes resestipendium som möjliggjorde en längre vistelse i Rom. Separat ställde han ut bland annat ut på Galleri Arte i Göteborg 1961, Gävle 1965 och ett flertal gånger i Uppsala på Nutida konst. Han medverkade i Nationalmuseums utställning Unga tecknare och Uppsala läns bildningsförbunds utställningar på olika platser i länet. Bland hans offentliga arbeten märks betongreliefen Fruktträden för HSB i Uppsala. Hans konst består av målade abstrakta variationer, grafik och föremål framställda av plastiska material. Som illustratör illustrerade han bland annat Bertil Dunérs diktsamling Egenhändig omstörtning.